# Unterseeboot 14 (1911)
Pour les articles homonymes, voir Unterseeboot 14.
Le sous-marin allemand Unterseeboot 14 (Seiner Majestät Unterseeboot 14 ou SM U-14), du type U 13, a été construit par la Kaiserliche Werft de Dantzig, et lancé le 11 juillet 1911 pour une mise en service le 24 avril 1912. Il a servi pendant la Première Guerre mondiale sous pavillon de la Kaiserliche Marine.

## Histoire
Jusqu'à la fin mai 1915, le SM U-14 n'a pas de missions de combat immédiat. Lors de son premier voyage ennemi, le SM U-14 coule le 2 juin 1915 le cargo danois Cyrus de 1 669 tonneaux chargés de charbon à la position géographique de 56° 27′ N, 2° 00′ O. Un jour plus tard, le cargo suédois Lappland de 2 238 tonneaux est coulé à la position géographique de 57° 08′ N, 0° 12′ O, alors qu'il était en route de Narvik à Middlesbrough avec une cargaison de minerai de fer.
Le 5 juin 1915, le SM U-14 rencontre le chalutier de pêche armé britannique Oceanic II au large de la côte écossaise à Peterhead, à l'Est d'Aberdeen. Le SM U-14 tire un coup de semonce et Oceanic II a immédiatement ouvert le feu. Après que le commandant, l'Oberleutnant zur See Hammerle ait reconnu que le SM U-14 était inférieur au navire ennemi, il a ordonné de plonger immédiatement. En raison d'une vanne d'inondation endommagée, seule la poupe du bateau a coulé, tandis que la proue est restée au-dessus de la ligne de flottaison. Entre-temps, d'autres chalutiers armés étaient arrivés sur zone et avaient pris la proue, qui était à la surface, sous le feu de tirs à bout portant. Hammerle a laissé le sous-marin faire surface complètement. Après avoir éperonné le chalutier Hawk, il a donné l'ordre de quitter le sous-marin qui coulait. Le SM U-14 a coulé à la position géographique de 57° 16′ N, 1° 16′ O. Vingt-sept hommes de l'équipage sont sauvés par les navires britanniques ; seul le commandant est tué.

## Commandement
- Kapitänleutnant (Kptlt.) Walther Schwieger du 1er août 1914 au 15 décembre 1914
- Kapitänleutnant (Kptlt.) Otto Dröscher du 17 décembre 1914 au 15 avril 1915
- Oberleutnant zur See (Oblt.) Max Hammerle du 16 avril 1915 au 5 juin 1915

## Affectations
- Flotille I du 1er août 1914 au 5 juin 1915

## Patrouilles
Le SM U-14 a effectué une patrouille de guerre pendant sa vie active.

## Palmarès
Le SM U-14 a coulé deux navires marchands pour un total de 3 907 tonneaux.
| Date        | Nom du navire | Nationalité | Tonnage | Destin |
| ----------- | ------------- | ----------- | ------- | ------ |
| 2 juin 1915 | Cyrus         | Danemark    | 1 669   | Coulé  |
| 3 juin 1915 | Lappland      | Suède       | 2 238   | Coulé  |